# James Gill
James Gill, all'anagrafe James Francis Gill (Tahoka, 1934), è un pittore statunitense, esponente della pop art.
Dal 1962, il Museo d’Arte Moderna di New York include il suo dipinto fatto in tre parti da Marilyn Monroe detto "Marylin Tryptych" nella sua collezione permanente. Al culmine della sua carriera, James Gill si ritira dalla scena artistica per tornarci dopo circa 30 anni.

## Vita

### I primi lavori
Gill è nato nel 1934 a Tahoka ed è cresciuto a San Angelo, in Texas. Durante la sua infanzia, sua madre, un architetto d'interni, ha incoraggiato il suo talento artistico. Al liceo, Gill ha fondato con degli amici un club di rodeo per realizzare il suo sogno di diventare un cowboy.
Durante il suo servizio militare, Gill ha lavorato come disegnatore creando dei manifesti. Tornato in Texas, Gill ha continuato la sua formazione presso il collegio San Angelo continuando a lavorare per uno studio di architettura.
Nel 1959, ha studiato presso l’Università del Texas a Austin, prima di lavorare più tardi sulla concezione dell’architettura a Odessa. Successivamente si è concentrato sulla sua carriera artistica.

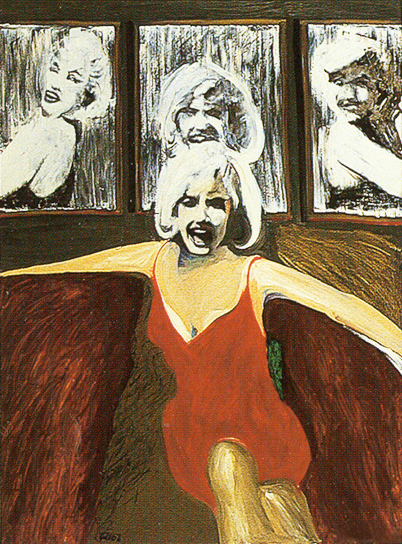
Parte sinistra del Marylin Tryptych (1962)

Nel 1962, si trasferisce a Los Angeles. Nelle valigie numerose opere d'arte, tra cui Women in Cars, che ha presentato alla galleria Felix Landau. Nel novembre 1962 Gill ha ottenuto un riconoscimento internazionale dal Museo d’Arte Moderna di New York - come un dono di John de Menil e Dominique de Menil - aggiungendo la sua opera in tre parti di Marilyn Monroe Marylin Tryptych, nella sua collezione. Il suo disegno Laughing Woman in Auto and Close-up è stato mostrato tra i disegni di Picasso e Odilon Redon sempre al museo di Arte Moderna.
Nel 1965, Gill ha insegnato pittura presso l'Idaho State University. Il suo lavoro è stato in questi anni spesso deprimente e tetro nel tono e nell'umore. I temi principali del suo lavoro sono stati gli affari sociali e politici come la Guerra del Vietnam. Ci furono una serie di quadri contro la guerra, che riguardavano leader civili e militari. Lo scrittore William Inge ha commentato: "Gill fornisce gli individui con alta notorietà pubblica, attualmente impacciati in una decisione vergognosa e in grado di distruggere la loro reputazione politica o professionale".

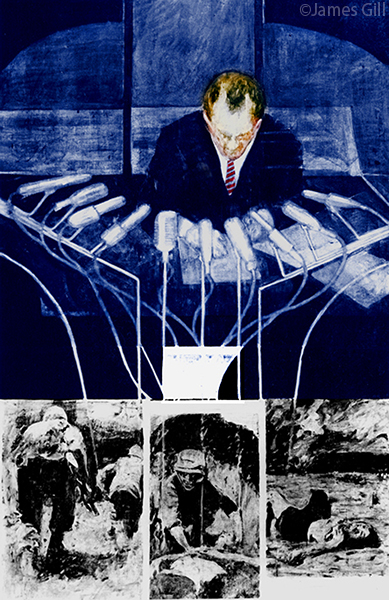
The Machines (1965)

"The Machines" è un lavoro composto da una serie di immagini contro la guerra. La composizione unifica formalmente la copertura mediatica degli Stati Uniti d'America con le condizioni di combattimento in Vietnam. Con la combinazione della sua arte espressionista e la sua matita di grafite è andato contro la tendenza di allora. Sulle sue oscure composizioni matita grafite dello scrittore William Inge ha risposto: "I suoi dipinti in possesso di un momento della verità, che è la bellezza deplorevole e rende memorabile".
Nel 1967, l'esposizione "São Paulo 9 - Ambiente Stati Uniti: 1957-1967" in Brasile ha mostratto l'arte di Gills con artisti come Andy Warhol e Edward Hopper. Questa mostra ha portato Gills alla svolta nel mondo dell'arte internazionale. I suoi lavori sono stati inclusi nelle collezioni di importanti musei.
Nello stesso anno, la rivista TIME gli ha chiesto di ritrarre il russo Aleksandr Solženicyn, che era appena fuggito da un campo di lavoro russo. Gill ha prodotto l'immagine sotto forma di una pala ‘Retablo’ in quattro parti. Il lavoro poi è stato appeso circa cinque anni nella sala di ricevimento della costruzione Time Life. La figura si trasforma da un senza volto in un uomo sorridente che ha riacquistato la sua libertà. Gill: “Ogni uomo è un prigioniero politico. Un prigioniero di un sistema in cui è nato".

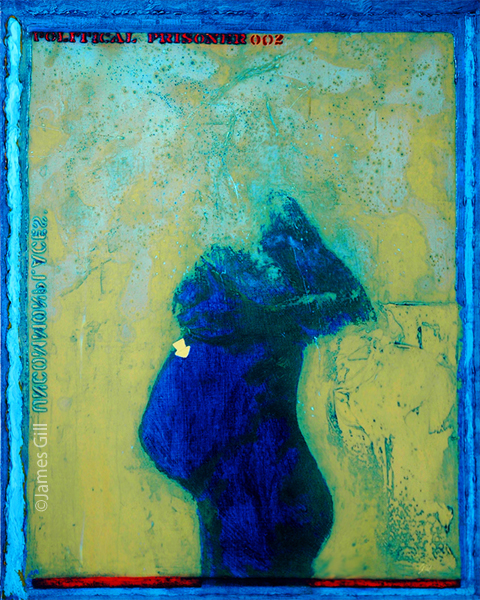
Prigioniero politico (1968)

L'ispirazione per Gill è sempre presente. Il suo riconoscimento come artista era basata non solo sui ritratti di personaggi famosi come John F. Kennedy, Marilyn Monroe e i Beatles, ma in larga misura sulle sue altre opere, che si basavano sul potere politico e la guerra in generale. Un importante lavoro di questo periodo è prigioniero politico. La serie mostra la sagoma di una donna incinta. Il suo corpo è il simbolo della longevità delle persone e la possibilità di un nuovo inizio per ogni generazione, liberato dagli errori della generazione dei loro genitori. Ma allo stesso tempo sembra suggerire Gill che anche il nascituro è intrappolato: Nato nel calderone di un nucleo familiare, la giovane generazione potrebbe essere la sfortunata erede di un mondo che non hanno fatto, ma con il quale si sono formati.
Nel 1969 Gill ha insegnato presso l'Università di California a Irvine.
Nel 1970 gli è stato offerta una cattedra da professore alla Università statale dell'Oregon a Eugene. Ora, Gill era al culmine della sua carriera ed era molto popolare nella scena Pop art. Ma molti contemporanei videro nelle sue opere un senso profondo e complesso, per esprimere più che l'intenzione della Pop Art. "(...) Gill è un artista di spicco della Pop Art, anche se è troppo pittore e tratta i suoi soggetti molto carichi emotivamente, invece che applicarsi come un artista Pop".

### Ritiro dalla scena artistica
Nel 1972 Gill è andato in pensione per via di un esilio volontario, nella speranza di essere in grado di mantenere una sorte di relazione a distanza con la scena artistica. Voleva sviluppare la sua espressione artistica e consegnarsi senza i vincoli del mondo materiale. Gill: "In questi giorni ero preso dalla fama e dal dilemma dei prigionieri politici. Avevo problemi personali e, come ho guidato lungo la costa della California, ero in impressionato della bellezza. Io mi sono reso conto che non dovevo vivere a Los Angeles".
Dopo aver insegnato un semestre in Oregon, egli ha poi venduto la sua casa, delle numerose foto e disegni per essere in grado di acquistare delle terre e una casa a Whale Gulch, al confine della California.

### Riscoperta

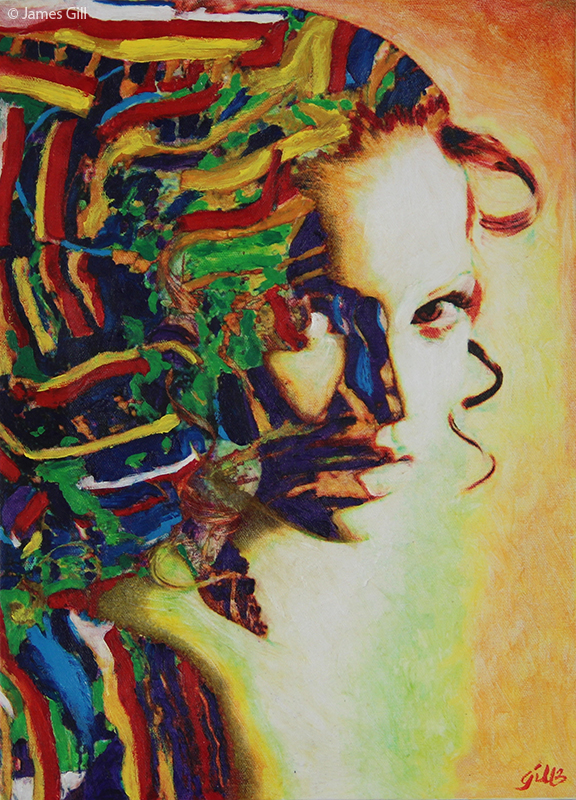
Behind the shadow, Dietro l'ombra, ristudiare (2003)

Parallelamente al suo lavoro di progettista architettonico nella California del Nord, James Gill a iniziato nuovamente a dipingere a metà degli anni ottanta. Tornato in Texas e ha sviluppato la sua arte, ma senza andare al pubblico.
Tuttavia, la sua vita cambia radicalmente quando una decina di anni più tardi, la rivista d'arte American Way della Smithsonian American Art Museum lo chiama e chiede un'intervista. Questo segna l'inizio della sua ri-scoperta, che ha suscitato un nuovo interesse di numerose gallerie e musei al suo lavoro.
Intorno al 1987, Gill inizia a lavorare con gli strumenti di progettazione al computer e di "usare il computer e la stampante (...) come strumento di disegno".
Per la prima volta, nel 2005, una mostra d'epoca si è tenuta nella sua terrà natale di hometown San Angelo, al Museo delle Belle-Arti.

### Lavori tardivi

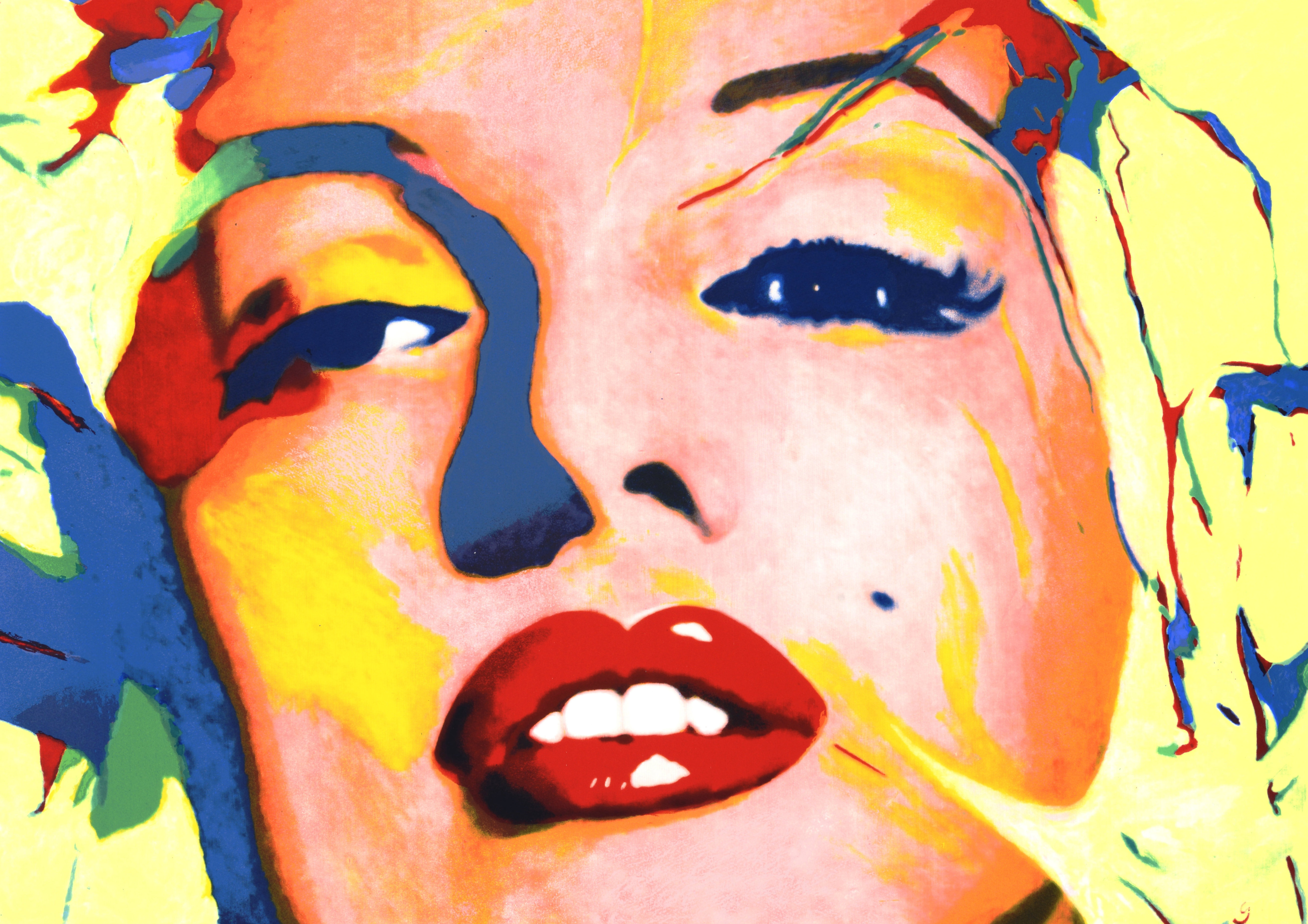
MM a Critique of Mass Iconology - serigrafia (2013)

Dal 2010 circa, la fase creativa tardiva di Gill inizia - Contrariamente alla predominanza nei primi lavori di motivi politici, lui si concentra nuovamente sulla rappresentazione delle icone classiche della pop art come John Wayne, Marilyn Monroe e Paul Newman. Ha dipinto numerosi pezzi d'arte dell'attrice americana, dai suoi primi successi con Marilyn Tryptych (che è stata inclusa nella raccolta del Museo di Arte Moderna, prima dell'opera di Andy Warhol) che rappresenta un fascino ininterrotto su di lui e rappresenta il perno centrale del suo lavoro tardivo.
Grazie alle sue conoscenze personali, come Tony Curtis, Kirk Douglas, John Wayne, Jim Morrison, Martin Luther King e Marlon Brando, Gill è diventato un'artista testimone di tutta una generazione. Queste personalità hanno ugualmente segnato il "corpo" del lavoro che Gill ha cercato di trasmettere attraverso varie tecniche e composizioni.
L'arte di James Gill oggi è una fusione di realismo e astrazione. Le foto sono uno dei fondamenti delle sue opere d'arte. La composizione dell'immagine nei suoi dipinti è determinata dal supporto del computer. Lui è consapevole con effetti del montaggio durante il suo lavoro, che lui descrive come "Metamage" o "Mixed Media".

## Mostre personali (selezione)
- 1962/1964/1966 Alan Gallery, New York City
- 1963/1965/1967 Landau Gallery, Los Angeles
- 1964 Galeria George Lester, Roma
- 1966 Crocker Gallery, Sacramento
- 1970 Civic Center, Topanga
- 2005 San Angelo Museum of Fine Arts, San Angelo
- 2012 “L.A. Raw“, Pasadena Art Museum, Pasadena
- 2013 art Karlsruhe
- 2014 ART Innsbruck
- 2015 antiques & art fair, Lussemburgo

## Opere in collezioni pubbliche
- Museo d'Arte Moderna, New York
- Whitney Museum of American Art, New York
- National Museum of the U.S. Navy, Washington, D.C.
- Berkeley Art Museum, Università della California - Berkeley
- Smithsonian American Art Museum, Washington, D.C.
- National Portrait Gallery, Washington, D.C.
- Università di Stanford Center for Visual Arts, Stanford, California
- San Angelo Museum of Fine Arts, San Angelo, Texas
- Santa Barbara Museum of Art, Santa Barbara, California
- Art Institute of Chicago, Chicago, Illinois
- Museum Moderner Kunst Stiftung Ludwig, Vienna
- Neue Galerie, Kassel

## Premi e riconoscimenti
- Art fellowship, University of Texas, 1959
- Awarded Purchase Prize, Sixty-seventh Annual American Exhibition, The Art Institute of Chicago, 1964

## Letteratura
- Alfred H. Barr: Painting and Sculpture in the Museum of Modern Art. Museum of Modern Art, 1977.
- John I. H. Baur: Dictionary of Contemporary American Artists. 5. Auflage. Whitney Museum of American Art Catalogue of the Collection. Cummings, Paul (1987), 1974.
- Kimberly S. Bushby: The power of pop-icons in the age of celebrity. In: James Francis Gill: Catalogue Raisonné of Original Prints (Vol. 1). 2017.
- van Deren Coke: The Painter and the Photograph: From Delacroix to Warhol. University of New Mexico Press, Albuquerque 1964.
- Lonnie Pierson Dunbier (Ed.): The Artists Bluebook 34,000 North American Artists to March 2005. 2005.
- Michael Duncan: Gill. L.A. RAW. Pasadena Museum of California Art. 2005.
- Jim Edwards, William Emboden, David McCarthy: Uncommonplaces: The Art of James Francis Gill. 2005.
- Peter Hastings Falk (Ed.): Who Was Who in American Art. 1564–1975. 1999.
- Jaques Cattell Harris: Who's Who in American Art. 1976.
- Neil Harris, Martina R Norelli: Art, Design and the Modern Corporation. 1985.
- Eberhard and Phyllis Kronhausen: Erotic Art. Carroll & Graf Publishers. 1993.
- David McCarthy: Movements in Modern Art: Pop Art. 2000.
- David McCarthy: Sincerely Disturbed: James Gill and Vietnam. 2005.
- Premium Modern Art (Ed.): James Francis Gill – The Absence of Color, 2018.
- Henrey J. Seldis: James Gill. In: Los Angeles Times. November 8, 1965.
- Peter Selz: Art Across America. 1965.
- Smithsonian Institution: National Portrait Gallery Collection Illustrated Checklist. 1985.
- Tampa Bay Art Center: 40 Now California Painters. 1968.
- University of Oklahoma: East Coast-West Coast Paintings. 1968.